# 佩雷亞斯利夫卡
51°5′13″N 32°1′42″E / 51.08694°N 32.02833°E
佩雷亞斯利夫卡（羅馬化：Pereiaslivka）是位於烏克蘭北部切爾尼希夫州尼任區的村莊，始建於1600年，面積2.25平方公里，海拔高度126米，2001年人口480，人口密度每平方公里213.4人。

## 外部連結
- Погода в селі Переяслівка （页面存档备份，存于）
- Историческая информация о селе Переясловка （页面存档备份，存于） （俄文）